# Cabo Dickson
Das Cabo Dickson ist ein Kap an der Südküste von Laurie Island im Archipel der Südlichen Orkneyinseln. Es liegt nordöstlich des Kap Davidson am Ufer der Wilton Bay.
Argentinische Wissenschaftler benannten es. Der weitere Benennungshintergrund ist nicht überliefert.